# Itar (Fahrzeugmarke)

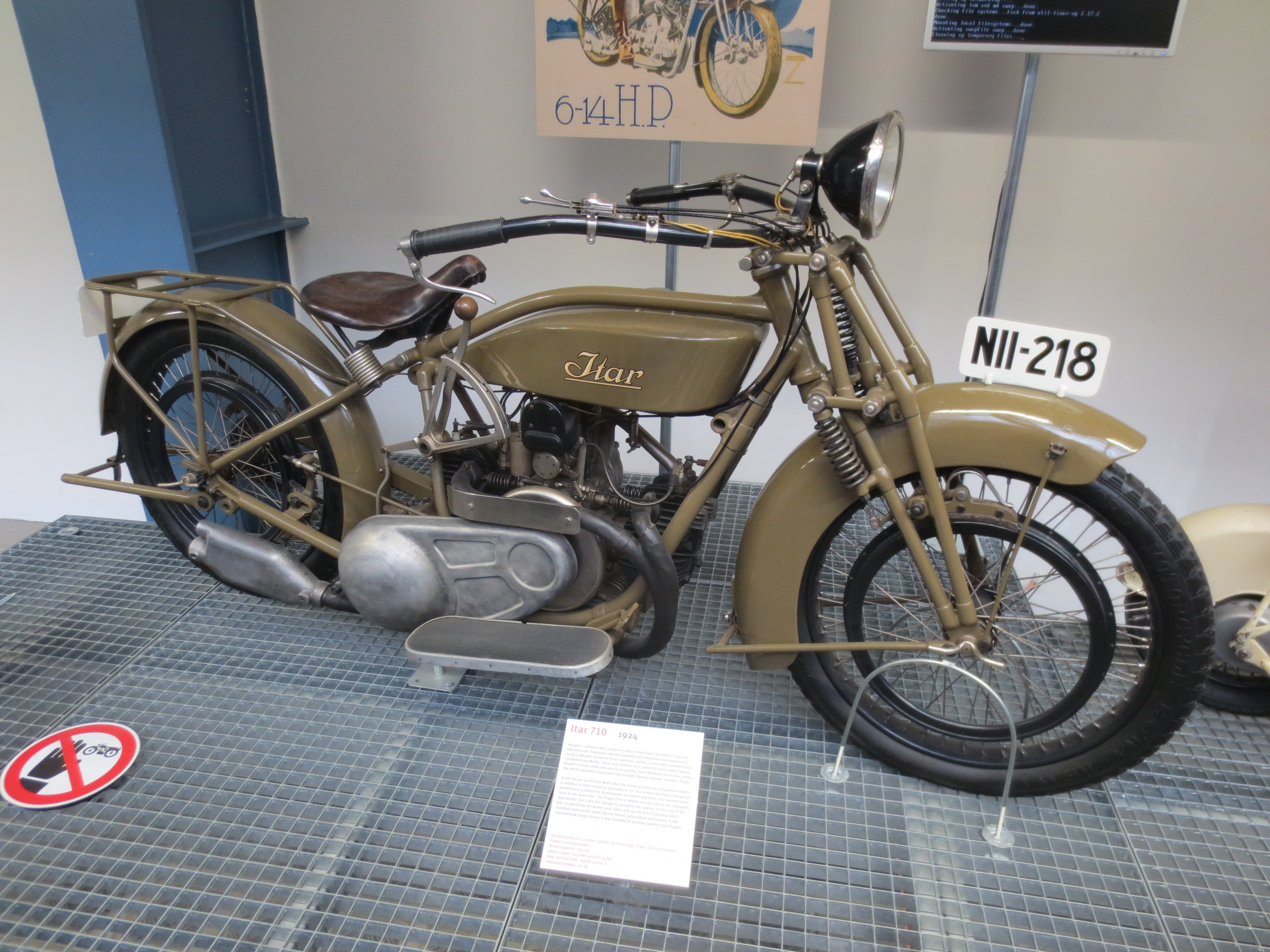
Itar 710 im Technischen Nationalmuseum in Prag

Itar war eine Marke aus der Tschechoslowakei. Angeboten wurden Motorräder und Automobile.

## Markengeschichte
Die Marke gab es von 1921 bis mindestens 1929, laut einer Quelle möglicherweise noch 1930. Erster Hersteller war J. Janatka & Spol. mit der Adresse Stefanikova 30 in Prag-Smíchov bzw. Janatka a spol. Eine Quelle gibt an, dass es danach noch Holubovsky & Spol. mit der Adresse Havličková 113 in Prag-Radlice gab. Eine andere Quelle gibt Janatka & Holubovska a spol. an. Jahrelang wurden Motorräder gefertigt. 1927 oder 1929 kamen Automobile dazu.

## Fahrzeuge

### Motorräder
Der Ingenieur Zubaty hatte das erste Modell konstruiert. Es hatte einen eigenen Zweizylinder-Boxermotor mit SV-Ventilsteuerung und 746 cm³ Hubraum.
Später waren es Motorräder in typisch englischer Bauart. Genannt sind Motoren mit SV- und OHV-Ventilsteuerung, zumindest teilweise von J.A.P., mit 348 cm³ und 498 cm³ Hubraum.

### Automobile
Das einzige Modell war ein Dreirad mit einem Zweizylindermotor mit SV-Ventilsteuerung und 500 cm³ Hubraum.